# Trimma rubromaculatum
Trimma rubromaculatum är en fiskart som beskrevs av Allen och Munday, 1995. Trimma rubromaculatum ingår i släktet Trimma och familjen smörbultsfiskar. Inga underarter finns listade i Catalogue of Life.